# Oenothera bahia-blancae
Oenothera bahia-blancae là một loài thực vật có hoa trong họ Anh thảo chiều. Loài này được W. Dietr. mô tả khoa học đầu tiên năm 1977.